# Isobutan
Isobutan (systematischer Name nach IUPAC: 2-Methylpropan) ist eine organische chemische Verbindung aus der Gruppe der Alkane. Es ist ein Konstitutionsisomer des Butans und der einfachste verzweigte Kohlenwasserstoff.

## Vorkommen
Isobutan kommt in Erdgasen und Erdölen vor und wird hauptsächlich in Erdölraffinerien gewonnen. Isobutan kommt in der Natur wesentlich seltener vor als n-Butan.

## Eigenschaften
Isobutan ist ein farbloses, fast geruchloses, brennbares Gas. Es ist schwerer als Luft und wirkt in hohen Konzentrationen narkotisierend und erstickend. Der Flammpunkt liegt bei −83 °C, die Zündtemperatur bei 460 °C. Der Stoff fällt somit in die Temperaturklasse T1. Für Isobutan liegt die untere Explosionsgrenze (UEG) bei 1,5 Vol.-% (37 g/m3) und die obere Explosionsgrenze (OEG) bei 9,4 Vol.-% (231 g/m3). Diese Werte unterscheiden sich kaum von den Werten für das strukturisomere n-Butan. Die Sauerstoffgrenzkonzentration liegt bei 10,3 Vol.-%. Mit einer Mindestzündenergie von 0,52 mJ sind Dampf-Luft-Gemische extrem zündfähig.

## Verwendung
Isobutan ist ein Grundstoff in der chemischen Industrie. Große Mengen werden zur Herstellung von Alkylat (Alkylierung, Isooktan) verwendet. Einige andere Chemikalien, wie Isobuten und tert-Butylhydroperoxid werden aus Isobutan hergestellt. Zusammen mit Butan wird das Treibgas in Sprühdosen als Lebensmittelzusatzstoff E 943b eingesetzt.
Da es wie andere Alkane brennbar ist, wird es als Brennstoff benutzt.
Isobutan wird auch als Beimischung für Campinggas verwendet. Da Isobutan einen niedrigeren Siedepunkt als n-Butan (−0,5 °C) aufweist, wird Campinggas aus Propan und Isobutan gemischt. Dadurch eignet sich dieses Gasgemisch nicht nur für den Sommer, sondern auch für den Einsatz im Winter und auf Hochtouren.

### Kältemittel
Isobutan weist ein sehr niedriges Treibhauspotenzial auf (GWP 3) und wird deswegen in Kühlschränken und Klimaanlagen als Kältemittel mit der Bezeichnung R-600a eingesetzt. Die Einsatzgrenze liegt aus Sicherheitsgründen derzeit bei 150 g pro Gerät. Seit 1992 Greenpeace das Projekt Greenfreeze mit Hilfe der Firma Foron vorgestellt hat, wird R-600a in Kühlschränken verwendet. In Europa hat R-600a das zuvor als Kältemittel in Haushaltsgeräten verwendete R-134a fast vollständig verdrängt, da R-600a billiger ist, ein wesentlich niedrigeres Treibhauspotenzial hat, weniger chemische Verträglichkeitsprobleme hat und mit Mineralöl mischbar ist. Die meisten Geräte kommen mit weniger als 50 g Kältemittel aus. Bis 2011 sind schon 300 Millionen Geräte auf den Markt gekommen.
Auch manche Solarkollektoren verwenden Isobutan als Wärmeträger.